# ديان ماير سيمون
ديان إيرين ماير (بالإنجليزية:Diane Irene Meyer) المعروفة بإسم ديان ماير سيمون هي ناشطة بيئية، ومؤسس وقائد الولايات المتحدة الخضراء العالمية، وعضو في منظمة الصليب الأخضر الدولية (GCI).
هي من ناباني بولاية إنديانا. وهي الزوجة السابقة للملياردير اورجل الاعمال هربرت سيمون.

## السيرة الذاتية
وُلدت ماير عام 1946 لأب فرنسي وأم فرنسية سويسرية، عمل والدها مدرسًا وطيارًا وطبيبًا في سلاح الجو، وعملت والدتها معلمة وممرضة. حصلت سايمون على دكتوراه في علم النفس من جامعة بتلر عام 1968. ذهبت إلى موسكو لحضور مؤتمر بيئي دولي والتقت ميخائيل غورباتشوف. بعد هذا المؤتمر، أصبحت عضو في المجلس الفخري لمنظمة الصليب الأخضر الدولية، حازت سيمون أيضًا على لقب "امرأة العام" في إنديانابوليس، وانتقلت إلى كاليفورنيا في عام 1989.

## الحياة السياسية
عملت مديرة وموظفة في السناتور بيرش بايه في ولاية إنديانا، وناشطة ومنظمة في المجال البيئي. تعيش سيمون الآن في مونتيسيتو، كاليفورنيا.

## الحياة الشخصية
تزوجت ماير مرتين، المرة الاولي من ستيوارت غراويل نائب وزير خارجية ولاية إنديانا آنذاك في عام 1981، والزواج الثاني من الملياردير هربرت سيمون، وطلقوا عام 2000، و لديهم ثلاثة أطفال:
- سارة إليزابيث ماير سايمون ،[4] وهي مستثمرة تعيش في مدينة نيويورك.
- راشيل مريم ماير سيمون ستيوارت، [4] فنانة تعيش في إنديانابوليس مع زوجها هيل ستيوارت وابنتها زارا.
- آشر بنجامين ماير سيمون ،[4] فنان يعيش في لوس أنجلوس.

## وصلات خارجية
- الموقع الرسمي